# Sturmannshöhle
Die Sturmannshöhle ist eine natürliche Karsthöhle nahe der schwäbischen Gemeinde Obermaiselstein im Landkreis Oberallgäu.
Der Eingang liegt 978 Meter über NHN und ist über eine Treppenanlage erreichbar. Die Höhle hat eine Gesamtlänge von 460 Metern. Sie ist die einzige begehbare Schauhöhle in der Region.
Die Sturmannshöhle ist als Geotop-Nummer 780H001 registriert.

## Geschichte
Erstmals wurde die Höhle 1815 schriftlich erwähnt. Bis 1904 gab es mehrere Versuche, die Höhle bis zum Ende zu erkunden. 1904 erkundete sie der Obermaiselsteiner Lehrer Eppler bis zum Wasserlauf und Höhlensee. Bis 1905 wurde die Höhle mit Eisentreppen im Schacht sowie elektrischer Beleuchtung ausgestattet und als Schauhöhle eröffnet.

## Beschreibung
Die Höhle ist an einer senkrechten Schichtfuge angelegt und zeigt im gesamten Verlauf spaltförmige Querschnitte auf. Es hat sich eine gleichmäßig fallende Höhlensohle gebildet. Der 287 Meter lange Führungsweg führt durch verschiedene Abteilungen der Höhle. Vom Törle aus geht es durchs Drachentor zum Theater, dann geht es zum 30 Meter hohen schlotförmigen Adlerschacht, um dann über den Höllenrachen den Endpunkt Höhlenkessel zu erreichen. Der Gesamthöhenunterschied in der Höhle beträgt 74 Meter. Die Höhle hat im Sommer wie im Winter eine Lufttemperatur von 4 bis 8 Grad Celsius. Höhlensinter und Tropfsteine gibt es in der gesamten Höhle nicht. Aufgrund der künstlichen Beleuchtung sind an den Felswänden vereinzelt Farne und Moose zu sehen, die ohne künstliches Licht nicht bestehen könnten.
Die Höhle ist wie auch die benachbarte Fallbachhöhle Winterquartier von einigen Fledermausarten wie dem Großen Mausohr, der Wasserfledermaus, der Mopsfledermaus und dem Grauen Langohr.

## Geologie

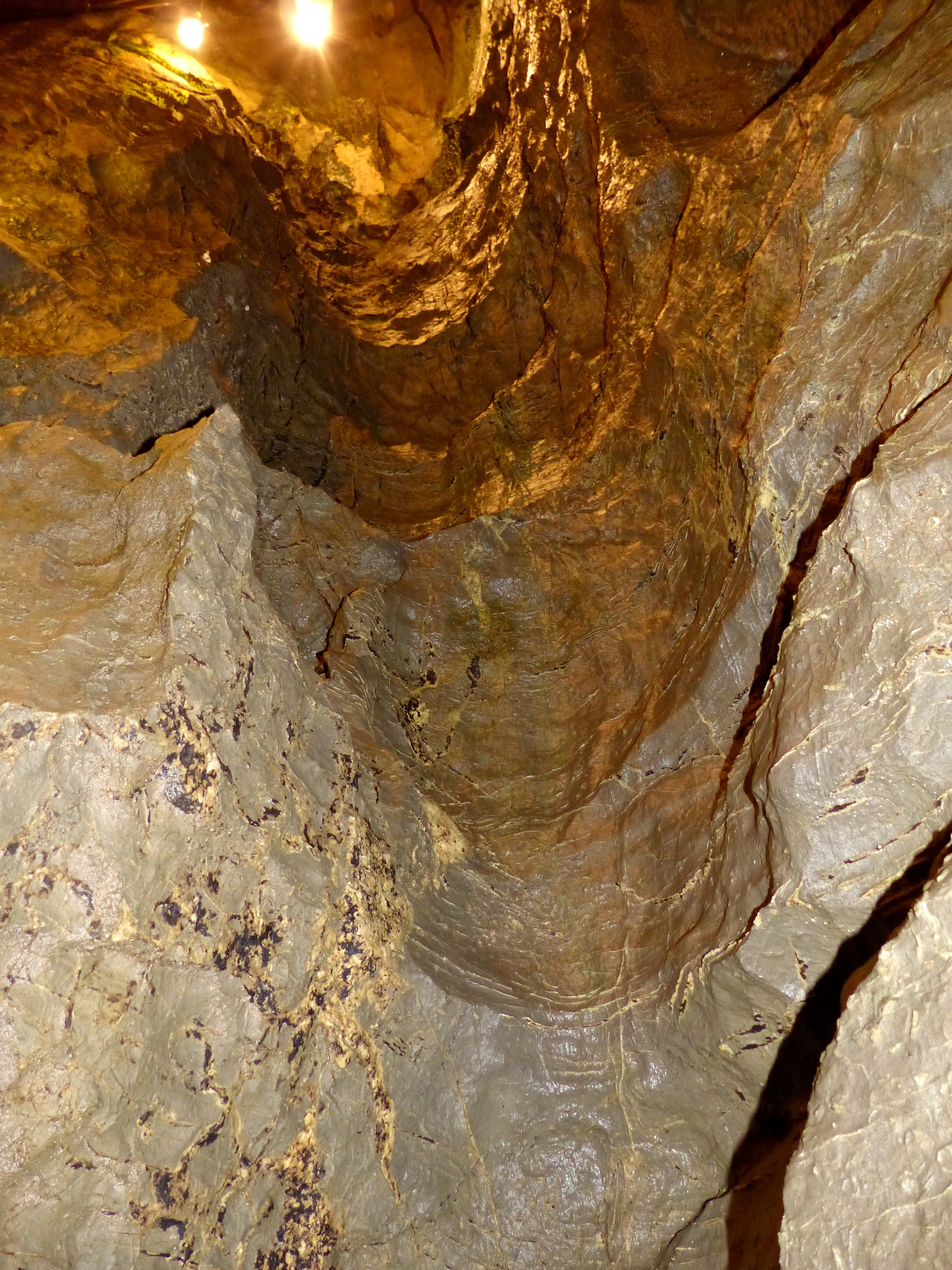
Gletschermühle in der Sturmannshöhle

Die vom Bayerischen Landesamt für Umwelt 2016 als geowissenschaftlich wertvolles Geotop bewertete Höhle wurde im unterkretazischen Schrattenkalk angelegt. Die Anlage der Höhle erfolgte an der Schnittstelle von einer Kluft und einer steilen Schichtfläche.
Das steile Einfallen der Schichtfläche ist auf die tektonische Deformation der Schrattenkalke während der Auffaltung der Alpen im Alttertiär zurückzuführen. Dabei wurden die Gesteine verfaltet und zum Teil weit auf das Alpenvorland überschoben. Die Anlage der Sturmannshöhle erfolgte in einer Antiklinalstruktur, dem sogenannten Schwarzenberg-Gewölbe.
Die sedimentär oder tektonisch entstandenen Trennflächen wurden durch eindringendes kohlensäurereiches Regenwasser erweitert. Die Lösung von Karbonaten an den Trennflächen wird auch als Verkarstung bezeichnet. Besonders während der Warmzeiten im Pleistozän drang sandbeladendes Schmelzwasser in die Gesteinsspalten ein und erweiterte mechanisch die Trennfugen zu Röhren und Schächten. Im Bereich des Führungsweges ist eine derartige Gletschermühle aufgeschlossen. Die Sturmannshöhle ist vom Typ her eine Karst-Schacht- und Horizontalhöhle.
Das heute aktive Karstniveau liegt 40 Meter unter dem Eingangsniveau der Höhle. Zu Zeiten der Schneeschmelze steigt das Niveau des Höhlenbaches bzw. Höhlensee um bis zu 10 Meter an. Der Höhlenbach durchströmt den Höhlensee und verlässt durch eine Spalte die Sturmannshöhle nach Osten und tritt als diffuse Karstquelle nahe dem Eingang der touristisch nicht erschlossenen Fallbachhöhle an die Oberfläche. Beide Höhlensysteme sind durch einen Siphon hydrologisch miteinander verbunden. Der Fallbach quert den Weg vom Parkplatz zum Höhleneingang. Im Bereich des Bachbettes sind häufig Kalktuffablagerungen zu beobachten.
Die Sturmannshöhle ist ein heute ein Exkursionspunkt im Geopark Allgäu im Naturpark Nagelfluhkette.
Bildergalerie

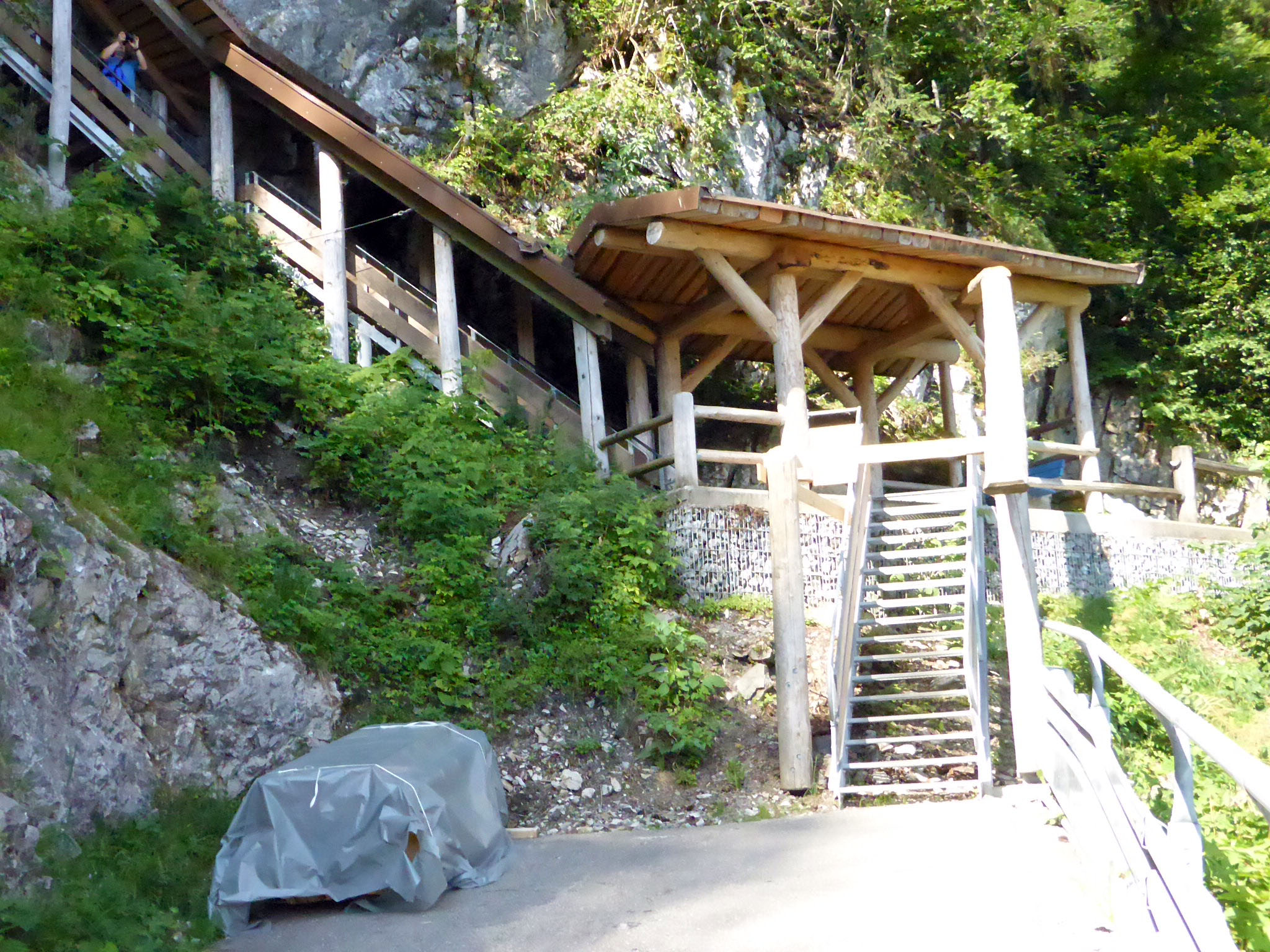
Der Aufstieg
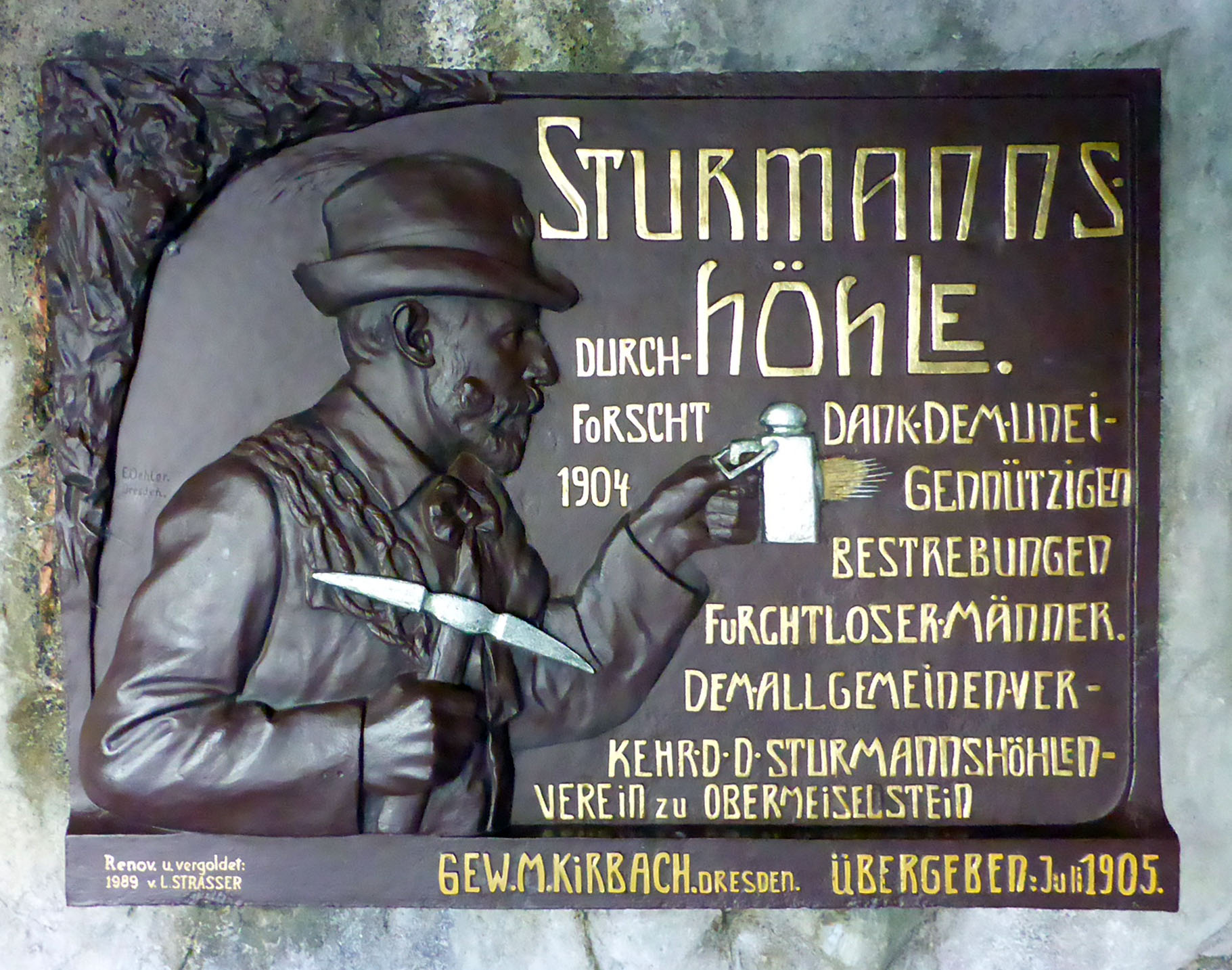
Bronzetafel am Eingang
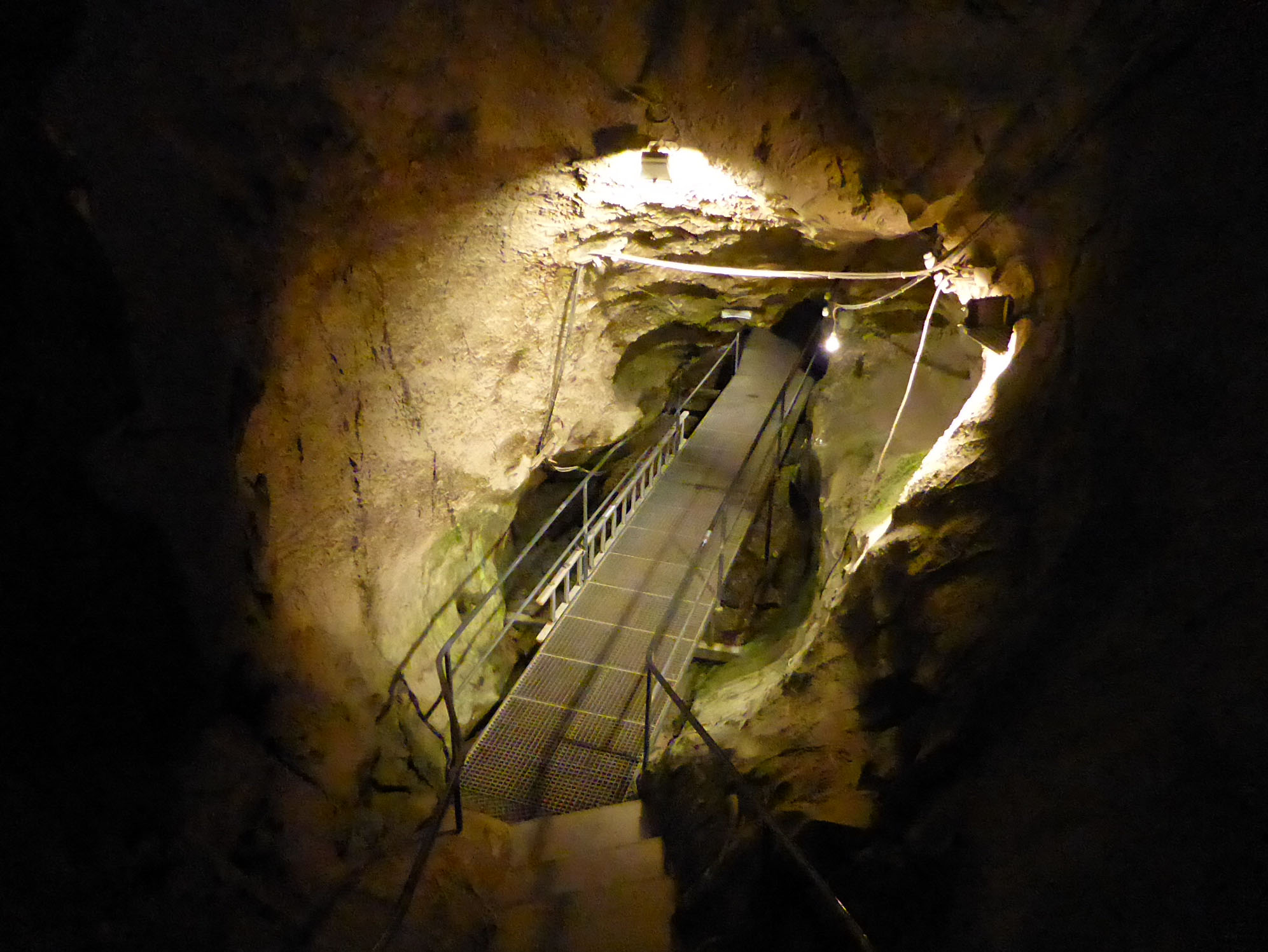
Die Fahrung
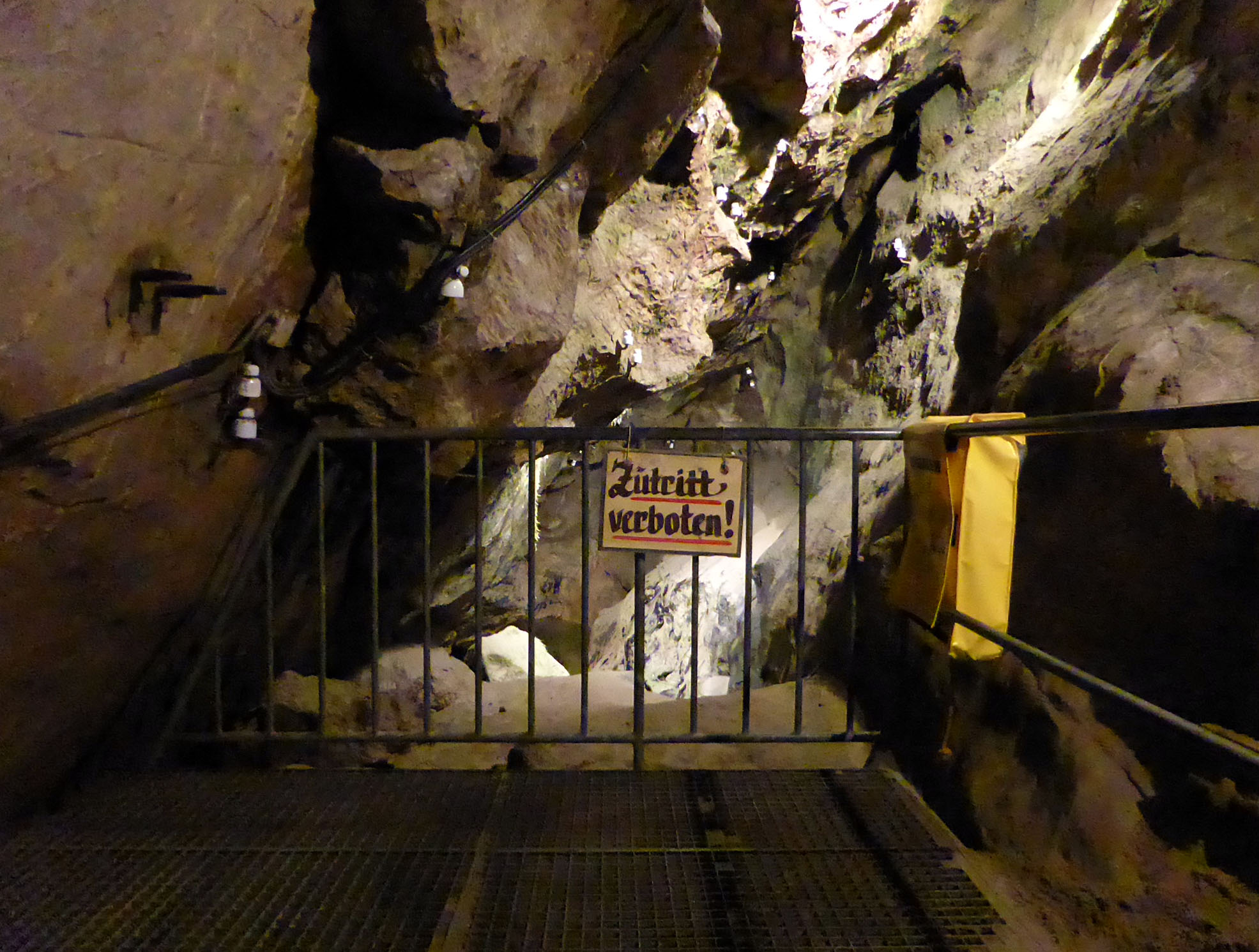
Das Ende der Höhle
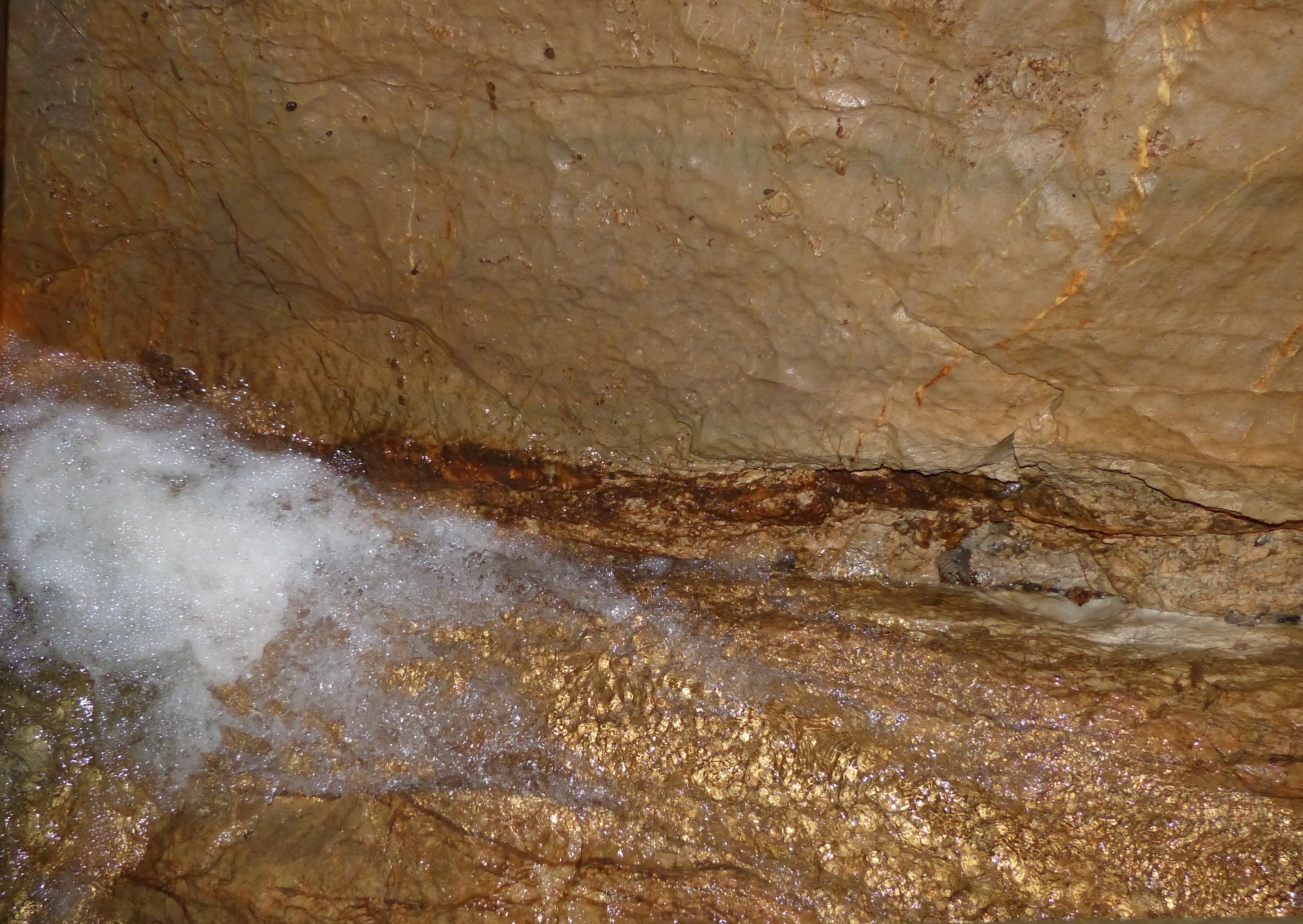
Höhlenbach